# Годес, Дэвис Рафаилович
Дэвис Рафаилович Годес (Дмитрий Романович Годес; 20 июля 1939, Харьков — 12 апреля 2007, Рязань) — советский и российский шахматист, мастер спорта СССР по шахматам (1966), гроссмейстер ИКЧФ (1984). Шахматный композитор и журналист. Педагог.

## Шахматная карьера
Лучшие результаты в очных соревнованиях: первенство ЦС ДСО «Буревестник» (1969) — 2 место; чемпионат РСФСР (1971) — 5 место; первенство ЦС ДСО «Труд» (1979) — 1—2 места.
Шестикратный чемпион Рязанской области (1977, 1978, 1979, 1981, 1983 и 1986 гг.).
С 1993 по 2002 гг. проживал в Израиле. В период с 1994 по 2001 гг. участвовал в пяти чемпионатах Израиля.
С успехом выступал в заочных соревнованиях.
Серебряный призёр 17-го чемпионата СССР (1986—1988).
В международном турнире памяти С. С. Миротворского (1981—1985) занял 2 место.
Редактировал шахматные отделы в различных газетах; с 1984 г. сотрудник газеты «Приокская правда» (г. Рязань).
Опубликовал около 100 композиций, из них 40 отмечены отличиями на конкурсах.

## Изменения рейтинга
| График не отображается по техническим причинам. Чтобы исправить это, воспроизведите график в новом формате, если это возможно. |